# Processo contro l'Amistad

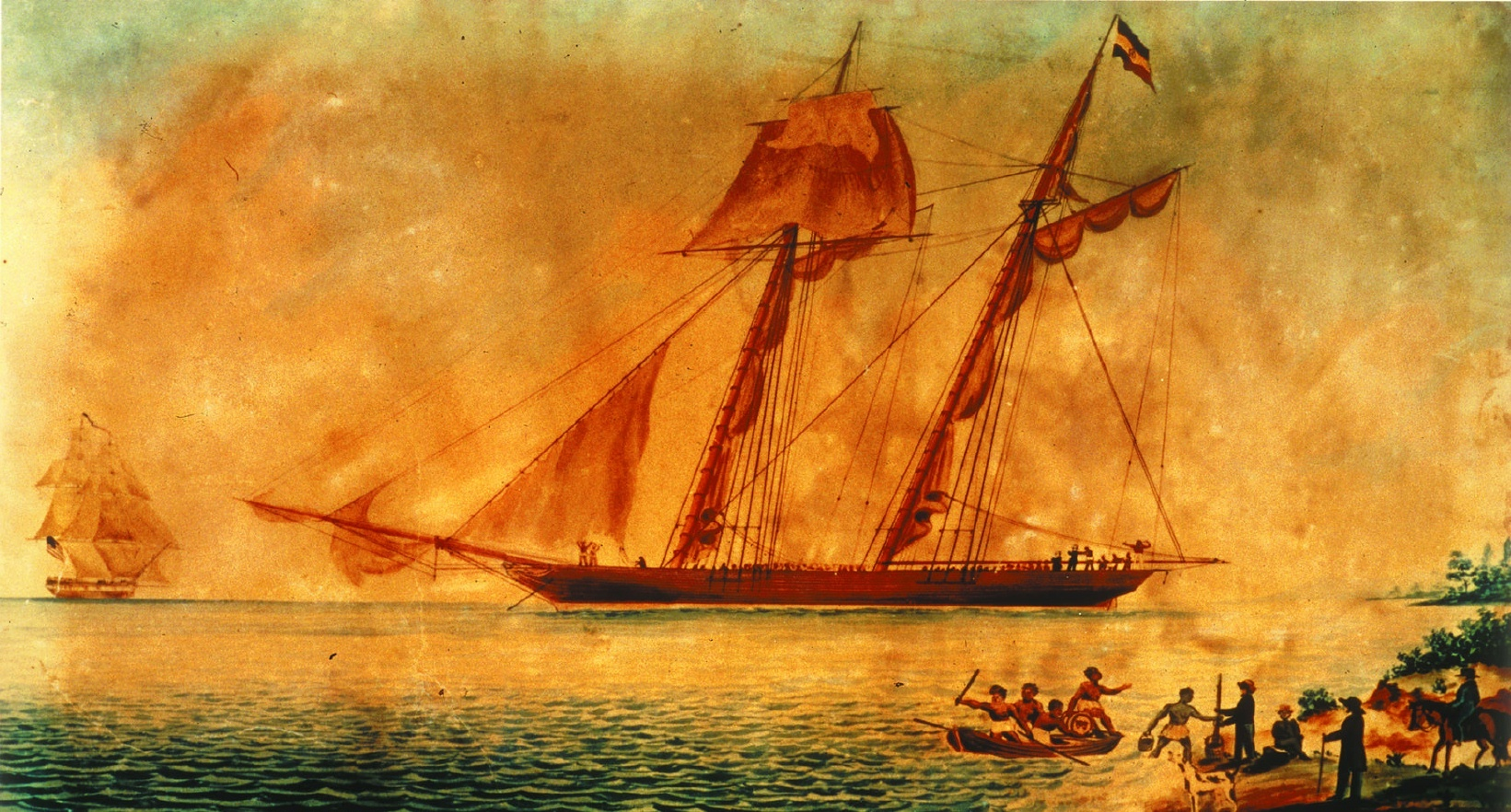
Quadro che raffigura la Amistad e, sullo sfondo, la nave statunitense USRC Washington al largo di Culloden Point, Long Island, New York il 26 agosto 1839.

Il processo contro l'Amistad, del 1841, fu un procedimento giudiziario presso la Corte suprema degli Stati Uniti d'America sulla ribellione di schiavi africani a bordo della goletta spagnola Amistad nel 1839.

## Storia

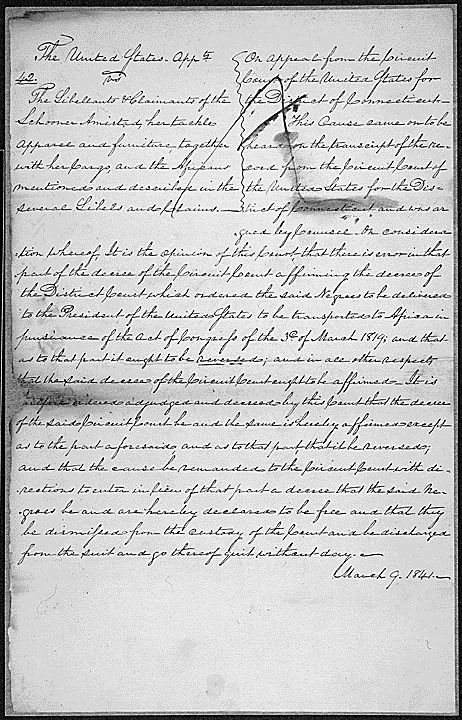
Il giudice supremo Joseph Story scrisse e lesse la decisione della Corte. La Corte Suprema stabilì che gli africani a bordo de La Amistad erano individui liberi. Rapiti e trasportati illegalmente, non erano mai stati schiavi. La decisione affermò che "... è diritto fondamentale di tutti gli esseri umani in casi estremi, resistere all'oppressione e applicare la forza contro l'ingiustizia estrema." La Corte ordinò l'immediato rilascio degli africani de La Amistad.

Fu un'insolita causa per la libertà che coinvolse problemi e regole internazionali, oltre che la legge degli Stati Uniti d'America. Nel 1965 lo storico Samuel Eliot Morison lo descrisse come il più importante caso giudiziario che coinvolse la schiavitù, prima di essere eclissato da quello di Dred Scott.
La goletta stava viaggiando lungo la costa di Cuba sulla rotta che conduceva ad un porto per la rivendita degli schiavi. I prigionieri africani, che erano stati rapiti in Sierra Leone e illegalmente venduti come schiavi e spediti a Cuba, riuscirono a liberarsi dalle catene e presero il controllo della nave. Uccisero dapprima il cuoco di bordo, il mulatto Celestino di origine portoricana e poi il capitano Ramón Ferrer, spagnolo di Ibiza, mentre altri due membri dell'equipaggio riuscirono a fuggire su una lancia con la quale raggiunsero l'Avana dando l'allarme. Gli africani chiesero agli uomini dell'equipaggio sopravvissuti di ricondurli in Africa ma questi li ingannarono, navigando invece di notte verso nord.
La Amistad approdò nei pressi di Long Island a New York, al United States Revenue Cutter Service e venne presa in custodia. Il caso giudiziario venne ampiamente pubblicizzato nel distretto federale degli Stati Uniti e discusso presso la Corte Suprema, che affrontò le questioni internazionali e aiutò il movimento abolizionista.
Nel 1840, un tribunale distrettuale federale aveva rilevato che il trasporto degli africani rapiti attraverso l'Atlantico a bordo della nave negriera portoghese o forse brasiliana Teçora (o Tecora) era stato in violazione delle leggi e dei trattati contro la tratta atlantica degli schiavi africani da parte di Gran Bretagna, Spagna e Stati Uniti d'America. I prigionieri vennero considerati aver agito come uomini liberi quando combatterono per sfuggire alla loro reclusione illegale.
La Corte stabilì che gli africani avevano il diritto di prendere tutte le misure legali necessarie a garantire la loro libertà, compreso l'uso della forza. Sotto la pressione internazionale il presidente degli Stati Uniti, Martin Van Buren, ordinò un ricorso alla Corte Suprema la quale però il 9 marzo 1841 - appena iniziata la presidenza di William Henry Harrison - confermò la sentenza del tribunale inferiore e autorizzò il rilascio degli africani, ma annullò l'ordine del tribunale che prevedeva il loro ritorno in Africa a spese del governo.
I sostenitori organizzarono degli alloggi temporanei per gli africani a Farmington e raccolsero fondi per il viaggio di ritorno. Nel 1842 vennero trasportati per nave coloro che volevano tornare in Africa, insieme ad alcuni missionari americani.

## Nella cultura di massa

### Film
- Il fatto ispirò il film del 1997 Amistad (1997), basato sul libro di Howard Jones del 1987, a sua volta ispirato ai fatti ed al processo.

### Letteratura
- La rivolta degli schiavi a bordo de La Amistad, lo scenario della tratta degli schiavi e il processo sono stati raccontati nel poema[6] di Robert Hayden intitolato Middle Passage, e pubblicato nel 1962.
- Howard Jones pubblicò Mutiny on the Amistad: The Saga of a Slave Revolt and Its Impact on American Abolition, Law, and Diplomacy nel 1987.